# Transmission
Transmission — простой BitTorrent-клиент c открытым исходным кодом, свободно распространяемый под лицензией GPL (с небольшими фрагментами под лицензией MIT).
Реализован как клиент-серверное приложение, может быть интерактивной программой, взаимодействующей и с пользователем, и с сетью bittorrent, демоном без интерфейса взаимодействия с пользователем (с управлением извне), и управляющей демоном программой.
Transmission возможно запустить на macOS (интерфейс Cocoa), других Unix-подобных операционных системах (интерфейс GTK и Qt (с 1.60 версии на бета стадии), а также на BeOS/Zeta (родной интерфейс).
В дополнение к графическим интерфейсам, Transmission имеет возможность управления через командную строку и веб-браузер. Можно также запускать отдельно графический интерфейс и сервер на разных компьютерах, соединяясь через RPC (например, запустить сервер на маршрутизаторе или сетевой системе хранения, включённых круглосуточно, а клиент запускать на обычном компьютере).
Transmission, в отличие от многих других BitTorrent-клиентов, использует небольшое количество системных ресурсов, в связи с чем и привлёк внимание у производителей встраиваемых устройств. Проект нацелен на создание клиента с полезной функциональностью, без излишеств. По этой причине клиент менее функционален, чем другие. Сохранение интерфейса простым и интуитивным на всех платформах является ключевой целью дизайна.
Включён в состав многих дистрибутивов Linux, в том числе
Debian GNU/Linux (начиная с версии 4.0 «Etch»),
Ubuntu (начиная с 8.04 «Hardy Heron» 2008 года),
Linux Mint 15 «Olivia»,
Fedora 9 («Sulphur»), Rosa Linux, DiskStation Manager (DSM Synology).

## Основные возможности
Некоторые возможности клиента, доступные на всех платформах:
- выборочная загрузка и выдача приоритетов файлам;
- блок-лист, в том числе загружаемый с сайта;
- шифрование соединений между пирами (участниками);
- создание Torrent-файлов (кроме KeeneticOS: web transmission версии 1.6);
- работа с ссылками Magnet;
- обмен пирами (совместим с BitTorrent, Vuze, μTorrent и другими);
- поддержка UPnP и NAT-PMP;
- поддержка протоколов поиска пиров DHT, PEX и LPD;
- быстрое восстановление загрузки с кэшированием пиров;
- запрет пиров, которые посылают слишком много неправильных данных;
- один слушающий порт для всех торрентов;
- поддержка IPv6;
- дистанционное управление через встроенный web-сервер и собственный основанный на JSON протокол RPC.

Специфичные возможности для macOS:
- загрузка и раздача очередей;
- простой планировщик;
- настройки для сортировки и фильтрации;
- настройки автораздачи;
- оповещения Dock и Growl;
- настраиваемая панель инструментов;
- улучшенный индикатор прогресса;
- автоматическое обновление используя Sparkle;
- универсальные двоичные файлы;
- 64-битная совместимость (10.6 Snow Leopard).